# Хесте Касум
Хесте Касум (азерб. خسته قاسم, Xəstə Qasım) — азербайджанский ашуг и поэт XVIII века, известный в народе также как и Деде Касум.

## Биография
Хесте Касум родился приблизительно в 1680 году в селении Тикмэдаш, близ Тебриза в одной из наиболее образованных семей в Тебризе, что видно из сохранившегося поэтического наследия поэта. В XVII веке такие формы художественного народного творчества, как ашугская поэзия и дастанское творчество были широко распространены не только в Тебризе, но и в его окрестностях.
С детства Касум проявлял интерес к поэзии. Он основательно изучил арабский и персидский языки, а также овладел новыми знаниями в области искусства стихосложения, философии, истории, ислама, астрономии. Касум также глубоко изучил литературное наследие Физули, и себя считал его потомком.
Касум овладел опытом предшествующих мастеров, таких как Деде Коркуд, Ширванлы молла Касум, Гариб, Гурбани, Туфарганлы Аббас, создавал стихи, считается принимавшим участие в шлифовке и усовершенствовании языковых и стилистических средств дастана Кёроглу.
В связи с вторжением в 1734 году войск Надир-шаха и покорением Тебриза, многие поэты и их семьи были выселены. Вынужденное переселение из родных мест Хесте Касум отобразил в своём произведении «Оставайтесь»:
Снимаютя люди с насиженных мест,

Вершины седые, в снегах оставайтесь.

Ручьи с молодящей водою окрест,

Ключи ледяные, в горя оставайтесь
Хесте Касум надолго поселяется в Шемахе и последующие годы проводит в Ширване. Также он некоторое время живёт при дворе одного из ширванских ханов — Гарахана.
Во время путешествия в Дербент Деде Касум встретился с ашугом Лезги Ахмедом. Известно состоявшееся между поэтами состязание, когда обе стороны обменивались стихами-загадками («дейишме»). Это состязание стало известно как дастан под названием «Состязание Деде Касума с Лезги Ахмедом»:

Лезги Ахмед:

Хочу спросить тебя, Деде Касум,

Что неустанно странствует по свету?

В какой тетради пишут без чернил,

Каким пером чернят бумагу эту?

Хесте Касум:

Вот мой ответ тебе, Лезги Ахмед,

Луна и Солнце странствуют по свету.

Тетрадь - душа, в ней пишут без чернил,

Язык - перо чернит бумагу эту.

Лезги Ахмед:

На чём неизгладим печальный след?

Чему назначен срок, продленья нет?

Меж небом и землёй каков просвет?

Лезги Ахмед свою оставит мету.

Хесте Касум:

На сердце остаётся чёиный след.

Отмерян путь земной, продленья нет.

Просвет в сто девяносто тысяч лет.

Деде Касум твою стирает мету.